# Alliaria petiolata
Alliaria petiolata là một loài thực vật có hoa trong họ Cải. Loài này được (M.Bieb.) Cavara & Grande mô tả khoa học đầu tiên năm 1913.